# 俗厚駅
俗厚駅（ソクえき）は朝鮮民主主義人民共和国咸鏡南道琴湖地区に位置する朝鮮民主主義人民共和国鉄道省平羅線の駅である。

## 歴史
- 1925年11月1日：開業[1]。